# Ulrich Cornelius
Ulrich Cornelius († 8. Oktober 1464 in Lübeck) war ein deutscher Kaufmann und Ratsherr der Hansestadt Lübeck.

## Leben
Ulrich Cornelius wurde 1460 in den Lübecker Rat erwählt. Er kommandierte 1463 als Befehlshaber auf der Lübecker Flotte.
Cornelius bewohnte in Lübeck seit 1453 das Hausgrundstück Breite Straße 29. Seine Witwe Kunigunde geb. Eckholt heiratete nach seinem Tod in ihrer zweiten Ehe den Ratsherrn Anton Dimant, der auch das Hausgrundstück übernahm.